# La grasa de las capitales
La grasa de las capitales es el segundo álbum de estudio del grupo musical argentino Serú Girán, editado en agosto de 1979 por la empresa Sazam.
Se presentó en el Auditorio Buenos Aires (Ex Kraft), desde el 6 al 16 de septiembre de 1979.
En la lista de la revista Rolling Stone (Buenos Aires) este trabajo fue considerado como el n.º 17 entre los mejores de la historia del rock argentino.
Para este álbum de estudio, el grupo musical eligió una propuesta mucho más frontal. Eliminaron la orquesta del primer álbum (Serú Girán, de 1978), que no había sido totalmente aceptada por el público, y compusieron canciones más simples y directas. La portada de este disco es una parodia de la revista argentina Gente, en cuya tapa aparecen los miembros del grupo.
En 1994, la empresa discográfica Diapasón convirtió el disco a formato de CD, y en 2019, fue remasterizado para su 40.º aniversario, en vinilo y en CD.

## Historia

### Antecedentes y grabación
Después del primer disco de Serú Giran (1978), la banda fue asentándose como grupo y grabó un nuevo álbum.
La grasa de las capitales es un disco que tuvo admiradores y detractores igualmente incondicionales. Por un lado estarán los que darán la bienvenida a un García que abandonó la complejidad y retoma la temática de crítica social que tan bien desarrolló anteriormente. Y por el otro, habrá quienes condenen esta simplicidad como una falta de progresión. Canciones sufridas que ponían en juego tópicos existencialistas tan irritantes como la muerte, el desamparo, la no pertenencia y el desamor, y que se situaban en la otra punta de la propuesta musical que el grupo había presentado un año antes. Sus canciones -en comparación con los arriba mencionados- pueden pecar de livianas o frívolas. Además de la lírica, hay que subrayar la sincronización con la que funcionaban musicalmente los cuatro, cada uno en lo suyo.
Lo cierto es que Serú Girán produjo uno de los trabajos más logrados de ese año. La canción que da el título al álbum es la canción más comprometida de todo el disco y exhibe una crítica abierta y sin eufemismos a los aspectos más deplorables y decadentes de las grandes ciudades y sus agentes contaminantes. «San Francisco y el lobo» es una balada acústica cantada por un afinado Lebón. «Perro andaluz» es una canción de García que plantea una simple historia de amor en la que el desengaño deja lugar a la amenaza latente. «Frecuencia modulada» es una embestida contra la vacuidad de estos tiempos. Le sigue «Paranoia y soledad», una canción de Pedro Aznar en el que interpreta todos los instrumentos y muestra un amplio registro vocal.
El segundo lado tiene las canciones más fuertes y acabadas del álbum. «Noche de perros» es una hermosa melodía construida por el inconfundible sonido del bajo fretless de un inspirado Aznar, con un crescendo que estalla en la vigorosa guitarra de David Lebón.
«Viernes 3 a. m.» es una canción que enseguida atrae al oyente por su melodía. Es una de las composiciones más logradas de García en los últimos tiempos. Las palabras hablan de la angustia, de la alienación, de un cambio que nunca llegará, y el trágico final. La canción tiene un nostálgico clima porteño, subrayado por los coros y el piano. El disco termina con «Los sobrevivientes», una especie de autorretrato de la vida de los jóvenes en el invierno de la dictadura, y «Canción de Hollywood», una aguda descripción de la decadencia de una "estrella en ruinas" que recuerda el clima cinematográfico de algunas canciones del disco Películas, de La Máquina de Hacer Pájaros.

### Lanzamiento y portada
El resultado de ese proceso fue La grasa de las capitales, donde Serú cambia de andén y utiliza sobre todo las letras de Charly como eje para una crítica descarnada hacia la superficialidad de la sociedad, hecho que convirtió a la obra en uno de los discos conceptuales más exitosos del rock argentino. En el lunfardo de Buenos Aires, la palabra «grasa» significa ‘vulgar’ u ‘ordinario’,
y se puede enmarcar dentro del conflicto que por entonces enfrentaba a la "música comercial" (como la por entonces triunfante música disco) contra los estilos más ambiciosos en lo letrístico o musical como el rock sinfónico o el progresivo

La idea fue mía. Estaba podrido de todas esas revistas tipo Gente, que eran tan «caretas». Habíamos compuesto ese disco para ir al choque directamente. Las canciones eran más pesadas, más contestatarias. Había que salir de la grasa, de la mediocridad. Era una época en que el rock todavía estaba en contra de la música comercial: era nosotros contra el mundo. Y la revista Gente era el enemigo.
Charly García

Un fragmento de la primera canción («La grasa de las capitales») parodia precisamente la música disco.
La tapa jugó un papel muy importante en el álbum: una sátira a la popular revista Gente en la que los cuatro miembros de Serú Girán aparecían caracterizados como miembros de una improbable farándula. Cada uno eligió su personaje: en la foto posaban 
Pedro Aznar como oficinista («lo tomé prestado de una performance que hacía Miguel Zavaleta en su grupo Bubu», cuenta Aznar), 
David Lebón como rugbista,
Charly García como despachante de estación de servicio (“con crítica a las petroleras que se llenan de dinero y manejan el mundo a su antojo”, remata Charly) y 
Oscar Moro como carnicero.
Un titular anuncia el romance de Aznar con Olivia Neutron-Bomb (juego de palabras con la actriz estadoonidense Olivia Newton-John, la estrella internacional del momento y pareja de John Travolta en la por entonces comercialmente exitosa película Grease). En la portada, el grupo arremete directamente contra los medios:

Cuando estuve en Brasil, en la primera época de Serú, hubo toda una campaña en contra de mí. Las notas eran del tipo: «Charly se olvidó de nosotros». Hubo una que tituló con «Charly García, ¿ídolo o qué?», y empapelaron la ciudad con el aviso de la revista... una grasada total.
Charly García

El primer disco no había sido bienvenido. En julio de 1978 el grupo participó del Festival de la Genética Humana, en el Luna Park (Buenos Aires), y el recital fue un bochorno porque la gente había concurrido para ver a Serú. Finalmente Charly y compañía tocaron solo tres canciones generando el descontento del público y la crítica. Pipo Lernoud, desde la revista Expreso Imaginario deslizó que la calidad musical había sido tan mala que él creía que el grupo no había concurrido al concierto, sino que por razones de seguridad se habrían presentado sus dobles (de allí que en la portada luciera en su ángulo inferior derecho la frase: “Descubrimos los dobles de Serú Girán”).
Pero había otro ingrediente: las relaciones con Music Hall eran insostenibles y por eso el grupo no graba en el estudio de la compañía en la calle J. E. Uriburu 40, sino en los estudios ION, con la operación técnica de Amílcar Gilabert.
Pese a lo ingenioso y logrado de la idea, las posteriores reediciones en CD, masacraron el arte de la portada. Sería el último disco de Serú Girán para Music Hall (después se harían independientes). Sin embargo no fue el último crimen de la empresa discográfica: Pic-nic de Charly García, una espantosa compilación que incluía «Música del alma» y «El fantasma de Canterville», que no pertenecen a Serú, fue editada como modo de obtener algún dinero aprovechando que el grupo estaba en un irrevocable ascenso.

#### Reedición por los 40 años
En noviembre de 2019 se anunció el lanzamiento de una edición remasterizada en vinilo de La grasa de las capitales, en homenaje a los 40 años de la publicación del original. La nueva edición fue posible en el marco de la recuperación del catálogo del sello Music Hall, efectuada por el Inamu (Instituto Nacional de la Música), que consiguió a través de acciones legales hacerse de un catálogo de 2500 discos de artistas nacionales de rock, folclor y tango que se encontraban imposibilitados de circulación, y que volvieron a sus autores originarios. Con motivo del trabajo de remasterización, Aznar, García y Lebón registraron un video que se puede ver en redes sociales.
La reedición fue finalmente lanzada el 20 de diciembre de 2019 en plataformas digitales y en enero de 2020 se lanzó en formato físico (CD y vinilo).

## Lista de canciones
| N.º | Título                      | Escritor(es)                | Cantante principal | Duración |  |
| 1.  | «La grasa de las capitales» | Charly García               | Charly García      | 4:27     |  |
| 2.  | «San Francisco y el lobo»   | David Lebón y Charly García | David Lebón        | 2:20     |  |
| 3.  | «Perro andaluz»             | Charly García               | Charly García      | 4:56     |  |
| 4.  | «Frecuencia modulada»       | David Lebón y Charly García | David Lebón        | 3:17     |  |
| 5.  | «Paranoia y soledad»        | Pedro Aznar                 | Pedro Aznar        | 6:42     |  |
| 6.  | «Noche de perros»           | David Lebón y Charly García | David Lebón        | 6:30     |  |
| 7.  | «Viernes 3 AM»              | Charly García               | Charly García      | 4:25     |  |
| 8.  | «Los sobrevivientes»        | Charly García               | Charly García      | 3:41     |  |
| 9.  | «Canción de Hollywood»      | Charly García               | Charly García      | 4:50     |  |

En algunas reediciones, incluida la de 2019, la lista de canciones fue levemente modificada por la siguiente:
| N.º | Título                      | Escritor(es)                | Cantante principal | Duración |  |
| 1.  | «La grasa de las capitales» | Charly García               | Charly García      | 4:27     |  |
| 2.  | «San Francisco y el lobo»   | David Lebón y Charly García | David Lebón        | 2:20     |  |
| 3.  | «Perro andaluz»             | Charly García               | Charly García      | 4:56     |  |
| 4.  | «Frecuencia modulada»       | David Lebón y Charly García | David Lebón        | 3:17     |  |
| 5.  | «Viernes 3 AM»              | Charly García               | Charly García      | 4:25     |  |
| 6.  | «Noche de perros»           | David Lebón y Charly García | David Lebón        | 6:30     |  |
| 7.  | «Los sobrevivientes»        | Charly García               | Charly García      | 3:41     |  |
| 8.  | «Paranoia y soledad»        | Pedro Aznar                 | Pedro Aznar        | 6:42     |  |
| 9.  | «Canción de Hollywood»      | Charly García               | Charly García      | 4:50     |  |

## Músicos
- Charly García: voz, piano electroacústico de cola Yamaha CP-70, sintetizador Mini Moog, bajo Moog (en la canción «Los sobrevivientes»), melotrón, piano electrónico SoundCity Piano DMI, ensamble de cuerdas ARP Solina String Ensemble, guitarra acústica y coros.
- David Lebón: voz, guitarra eléctrica, guitarra acústica y coros.
- Oscar Moro: batería y percusión.
- Pedro Aznar: bajo eléctrico, bajo fretless, voz (en «Paranoia y soledad»), sintetizadores, guitarra acústica, campanas tubulares (percusión), Mini Moog y coros.

## Créditos
- Técnico de grabación: Amílcar Gilabert.
- Arreglos: Serú Girán.
- Arte: Rodolfo Bozzolo.
- Foto de tapa: Rubén Andón.
- Contratapa: Horacio Rezza.
- Idea de tapa: Charly García.
- Productor ejecutivo: Oscar López.
- Mánager personal: Daniel Grinbank.

«Un agradecimiento a Astarita, Alejandro y El Turco».

## Posicionamiento en listas
| Listas (2020)     | Mejor posición |
| ----------------- | -------------- |
| Argentina (CAPIF) | 1              |